# Oberrœdern
Oberroedern es una localidad y comuna francesa, situada en el departamento de Bajo Rin en la región de Alsacia. 

## Demografía
| 372 | 362 | 375 | 349 | 443 | 449 |
| Para los censos de 1962 a 1999 la población legal corresponde a la población sin duplicidades (Fuente: INSEE [Consultar]) |     |     |     |     |     |